# Dodge Durango
Il Dodge Durango è uno Sport Utility Vehicle di grosse dimensioni presentato nel 1997 dalla casa automobilistica statunitense Dodge, nato come fuoristrada derivato dal pick-up Dodge Dakota.
La seconda serie è entrata in produzione nel 2004 e ha subito un restyling nel 2007. Dalla seconda serie è stata ricavata la Chrysler Aspen, una versione rimarchiata e più lussuosa con frontale ridisegnato e abitacolo rivisto.
Dal 2010 ne viene prodotta la terza generazione che è passata da un telaio a longheroni (con scocca separata dalla carrozzeria) a una piattaforma monoscocca di origine Mercedes-Benz (condivisa anche con la Jeep Grand Cherokee serie WK2) diventando un grande SUV stile crossover con abitacolo sette posti.

## Prima generazione (dal 1997 al 2003)
La Durango nasce per sostituire la Dodge Ramcharger che era un SUV a tre porte basato sul telaio del pick-up fullsize Dodge Ram ma nella ultima versione non ebbe successo, complice il segmento di mercato in calo (che vide la Ford abbandonare la produzione dello storico modello Bronco nonché della General Motors che cessò di produrre i Chevrolet Tahoe in versione tre porte). Alla Dodge quindi studiarono una erede che doveva essere più spaziosa e grande con cinque porte e più economica da produrre. Per ridurre i costi si scelse quindi di progettare due nuovi modelli ovvero la nuova serie di Dakota (pick-up più compatto del Ram) e la Durango le quali possiedono in comune (oltre alla piattaforma a longheroni) anche i motori, sistema di trazione integrale, frontale e parte degli interni. 

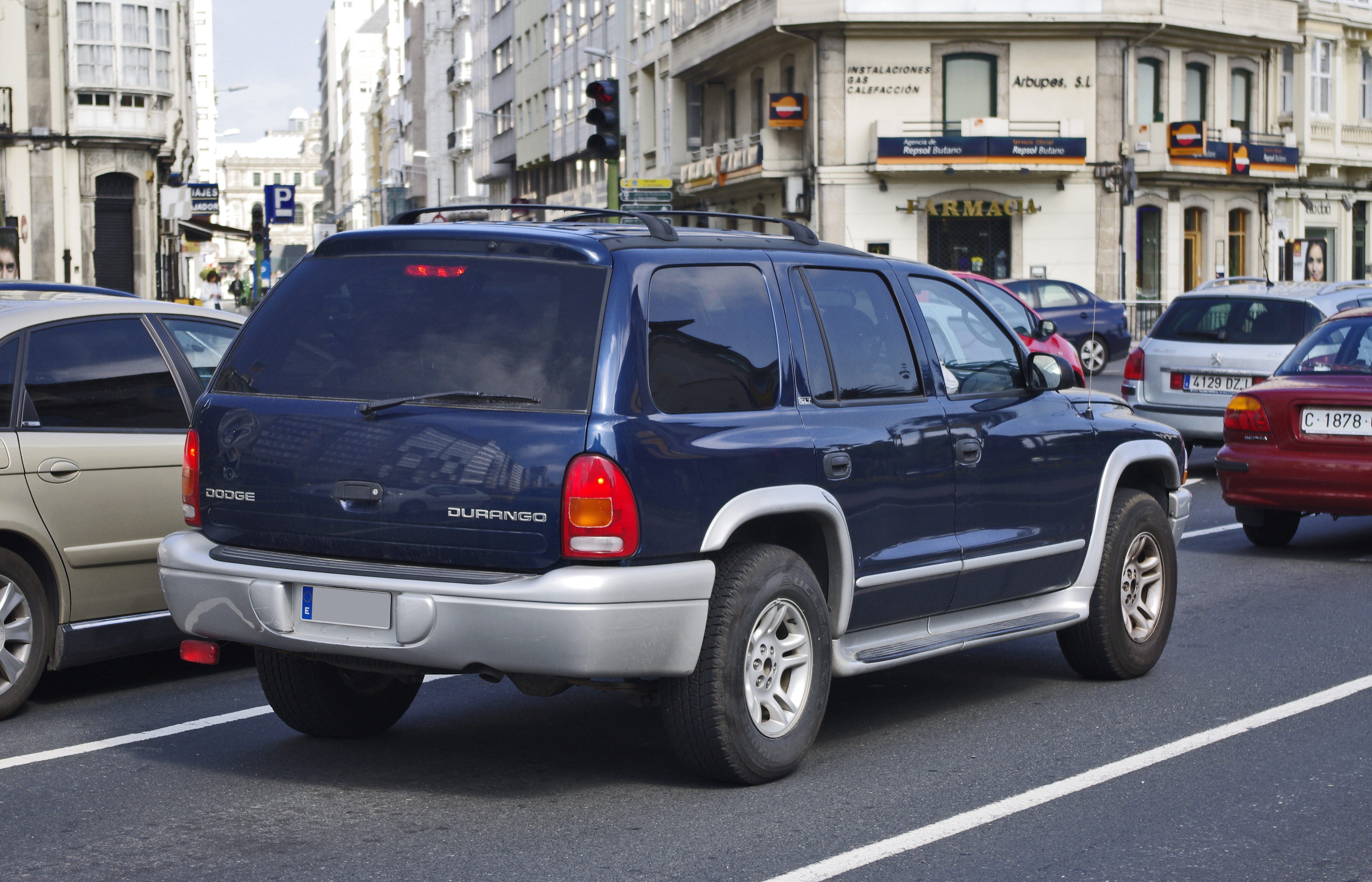
Vista posteriore

La Durango venne presentata nel 1997 e possedeva tutte le caratteristiche dei SUV in voga nel periodo negli Stati Uniti. Considerata una “mid-size” aveva un abitacolo a sette posti e una carrozzeria lunga 4,91 metri. Rispetto al Dakota, il retrotreno aveva la stessa sospensione a ponte rigido ma con ammortizzatori differenti per garantire un maggior comfort per gli occupanti. Anche l’insonorizzazione era migliore essendo una vettura destinata all'impiego familiare. 
Per evitare concorrenza interna con il modello Jeep Grand Cherokee (Jeep e Dodge facevano parte del gruppo Chrysler) la Durango, benché fosse più grande della Jeep, venne posizionata più in basso in termini di prezzi, e non venne proposta in allestimenti lussuosi (presenti sulla Grand Cherokee).
Stilisticamente i designer presero come esempio una carrozzeria station wagon, il tetto nella zona posteriore è rialzato di 5 centimetri rispetto alla parte anteriore per incrementare lo spazio in altezza dell’abitacolo nella parte posteriore e per facilitare l’ingresso alla terza fila di sedili. Per camuffare il dislivello di altezza del tetto alla Dodge integrarono i mancorrenti lungo tutto il tetto. Esteticamente la Durango presenta forme morbide e arrotondate con la grande calandra a croce che caratterizza tutti i modelli del marchio americano e passaruota bombati. Internamente la plancia era condivisa con il Dakota ma presentava rifiniture e assemblaggi migliori. Lo stile della carrozzeria era opera di Dennis Myles e venne congelato nel 1995. Nei due anni successivi si passò alla fase ingegneristica e di collaudi del modello definitivo.

## Seconda generazione (dal 2003 al 2009)
La seconda generazione della Dodge Durango viene presentata sotto forma di prototipo definitivo al salone di Detroit 2003 con il nome Dodge Durango R/T, che prefigurava l’allestimento con vocazione più sportiva, mentre entra in produzione solo alla fine dello stesso anno (come Model Year 2004) presso lo stabilimento di Newark (Delaware) del gruppo DaimlerChrysler. Come la prima serie anche la seconda si basa su una piattaforma con telaio a longheroni ma pesantemente rinnovata, denominata ND, con parte dei componenti derivati dal grande pick-up Dodge Ram e utilizzata anche dalla nuova serie di Dodge Dakota che sarà presentato nello stesso anno. Più grande e spaziosa la seconda serie offre per la prima volta un abitacolo a otto posti con la terza fila di sedili reclinabile. 

### Il design
Lo stile esterno della Durango seconda serie trae ispirazione dalla Dodge Power box concept e presenta la classica calandra a croce di dimensioni molto più ampie rispetto alla prima serie. Il design complessivo è più arrotondato e meno spigoloso, nella coda i fari simulano due elementi circolari proprio come sul prototipo Powerbox. L’interno invece presenta uno stile più spigoloso e allineato alla restante produzione automobilistica del marchio Dodge, con una plancia molto vasta in plastica rigida e inserti in finto alluminio o finta radica. Il tunnel centrale è molto più ampio e alto per donare alla Durango una impostazione più da vettura e meno fuoristradistica come lo era la prima serie di Durango. Per la prima volta debutta anche un impianto di navigazione con schermo a colori, nuovi comandi del clima automatico e strumentazione con retroilluminazione regolabile.

### Meccanica e motori
La seconda serie è lunga 5,10 metri, più grande rispetto alla precedente, con una altezza pari a 1,930 metri, mentre la larghezza è di 1,887 m, con un passo di 3,028 metri. Il telaio è derivato da quello del Dakota a longheroni con molte componenti utilizzate anche dal Dodge Ram, le sospensioni anteriori sono a ruote indipendenti a schema Multilink mentre le sospensioni posteriori sono a ponte rigido con parallelogramma di Watt, uno schema utilizzato per rendere la vettura più comoda e confortevole quindi meno rigida soprattutto per gli occupanti posteriori. La trazione è posteriore sui modelli base mentre quella integrale è di tipo permanente ed è disponibile sui modelli di punta. Al debutto la gamma motori era composta dal 3,7 litri V6 Magnum a benzina erogante 210 cavalli e 319 N⋅m di coppia a 4000 giri/minuto, l’intermedio 4,7 litri V8 della famiglia motoristica Magnum alimentato a benzina o ad etanolo E85 erogante 235 cavalli e 407 N⋅m di coppia a 3600 giri/minuto e il grande 5,7 litri V8 Hemi, nuovo e per la prima volta montato su un SUV, erogante 335 cavalli e 502 N⋅m di coppia massima a 4200 giri al minuto. Il 3,7 litri V6 era abbinato alla trasmissione automatica UltraDrive 42RLE a 4 rapporti mentre i motori V8 erano abbinati alla trasmissione automatica UltraDrive 45RFE a 5 rapporti.

### Restyling 2006

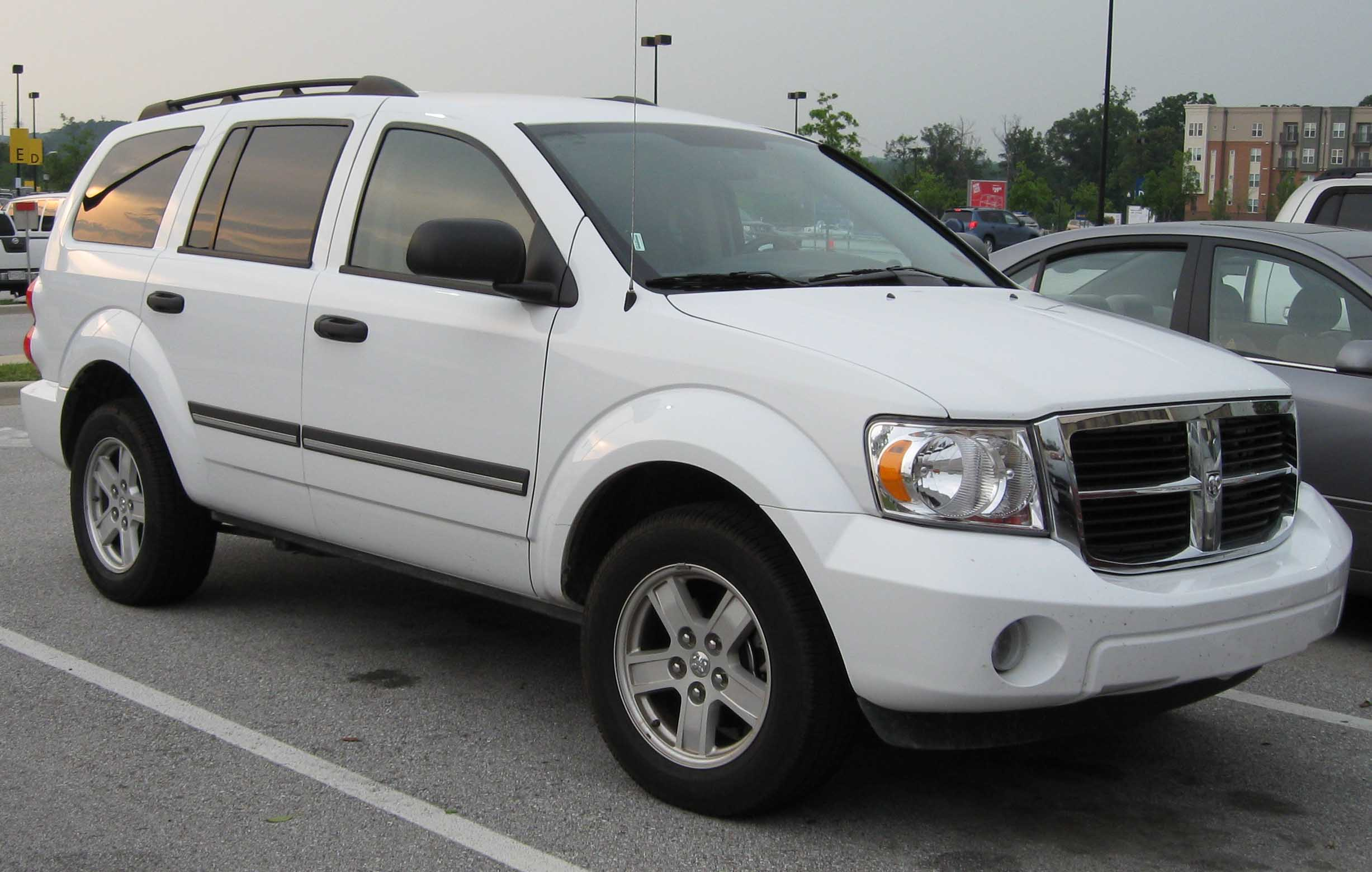
Durango seconda serie restyling

Nell'aprile 2006 al salone dell'automobile di Dallas viene presentato un restyling (come model year 2007) che modifica sia l'estetica che le motorizzazioni; il frontale viene ridisegnato introducendo nuovi fanali dal design più squadrato, calandra ingrandita e nuovo cofano e paraurti ora con un fascione in plastica nella parte inferiore. Internamente viene rivista la strumentazione e i comandi del clima, vengono migliorate le plastiche e le rifiniture. Meccanicamente l'ESP è di serie su tutte le versioni insieme al sensore di misurazione della pressione degli pneumatici e ai sensori di parcheggio posteriori. Nella gamma motori il vecchio 4,7 litri V8 Magnum viene sostituito dal 4,7 litri Corsair PowerTech, evoluzione del vecchio Magnum potenziato a 303 cavalli e con coppia di 447 N⋅m a 3.950 giri al minuto. Il 5.7 Hemi V8 invece riceve il dispositivo MDS (Multi Displacement System) che consente la disattivazione di quattro cilindri su otto in modo da ridurre (oltre alla potenza massima) anche consumi ed emissioni.
Nel fine del 2008 viene presentata la versione 5.7 Hemi potenziata a 365 cavalli. 

### Durango Hybrid
Presentata a novembre 2007 e lanciata sul mercato solo nel fine 2008, la versione Hybrid è dotata del motore 5.7 V8 Hemi abbinato a due motori elettrici con cambio a variazione continua CVT e una batteria posizionata nel pianale posteriore sotto la seconda fila di sedili. La trazione è integrale ad inserimento automatico. Il sistema ibrido è stato progettato dall'allora alleanza tra General Motors, Chrysler Group e BMW. Il motore 5.7 a benzina eroga 345 cavalli e nel funzionamento abbinato all'elettrico la potenza complessiva sale a 385 cavalli. Il sistema permette di viaggiare a basse andatura sia in modalità solo elettrica con frenata rigenerativa, oppure in modalità combinata (benzina più elettrico) oppure solo a benzina. La casa dichiara consumi ridotti del 40% nell'uso cittadino e del 25% nell'uso misto. Insieme alla Durango Hybrid viene presentata anche la gemella Chrysler Aspen Hybrid.

## Terza generazione (dal 2010)
La terza generazione viene anticipata nell'estate del 2010 e la presentazione ufficiale avviene nella fine dello stesso anno: totalmente rinnovata viene costruita sulla nuova piattaforma comune alla Jeep Grand Cherokee WK2 di origine Mercedes-Benz. Per la prima volta adotta un telaio a monoscocca e non più una piattaforma a longheroni derivata dai pick-up. La terza serie viene progettata all'epoca della DaimlerChrysler tra il 2008 e il 2009 ma a causa del fallimento della stessa Chrysler il progetto viene ultimato soltanto verso l'inizio delle 2010 in seguito all'accordo tra la Fiat e la stessa Chrysler; più grande e spaziosa rispetto alla precedente generazione la nuova Durango è parente stretta della dell'ultima serie della Jeep Grand Cherokee, il nuovo telaio a scocca portante inoltre rende la vettura più comoda sull'uso su strada e più vicina ad una vocazione automobilistica infatti viene definita come CUV ovvero Crossover Utility Vehicle, inoltre l'intero progetto che ha visto nascere la Durango viene orientato verso una maggiore qualità sia dal punto di vista dell'assemblaggio che nei materiali utilizzati per la ricostruzione dell'intera vettura. Numerosi organi meccanici sono di origine Mercedes e condivisi con i modelli tedeschi come le ultime Classe M e Classe GL. La produzione della terza serie di Durango parte il 14 dicembre del 2010 presso lo stabilimento Jefferson North di Detroit: Il gruppo Chrysler ha investito 700 milioni di dollari per allestire le due nuove linee produttive nell'impianto (che già produce la Grand Cherokee) per portare la capacità produttiva a regime di 250.000 vetture l'anno. Il Durango è un veicolo progettato e venduto soprattutto per il mercato nord americano, tuttavia viene commercializzato (con una gamma motori e allestimenti ridotta) anche in alcuni paesi selezionati del Sud America, Australia e Medio Oriente. 

### Il design
Lo stile della terza serie segna un netto distacco rispetto alle precedenti versioni e si allinea al design della gamma contemporanea Dodge ricalcando il disegno dell'ultima serie di Charger; nel particolare le linee spigolose da fuoristrada della vecchia serie vengono completamente abbandonate per adottare un disegno morbido caratterizzato da linee curve con un massiccio frontale dominato dalla classica calandra Dodge, il marchio della casa viene sostituito dalla targhetta Dodge scritta a caratteri cubitali e posizionata nella parte bassa della calandra, nella parte bassa del paraurti è presente un ampio fascione che integra i fendinebbia. La fiancata risulta più semplice nel design con una sola nervatura presente nella parte bassa e una cromatura che intercorre nella zona inferiore degli sportelli. Gli specchietti retrovisori integrano gli indicatori laterali di direzione. La coda invece, più squadrata rispetto al resto della carrozzeria, presenta dei fanali collegati da un baffo cromato sul quale è presente la targhetta Dodge a caratteri cubitali. Globalmente lo stile della Durango appare più sportivo rispetto alle versioni precedenti ma anche tradizionale.
L'abitacolo possiede sette posti disposti su tre file di sedili e configurabili in 22 posizioni diverse. La plancia per la prima volta utilizza materiali morbidi al tatto, possiede un disegno classico con il sistema multimediale posizionato nella parte centrale che integra tutti i comandi del sistema audio, navigazione e climatizzatore. I diffusori dell'aria sono posti agli estremi del sistema multimediale. Nuovo il volante e completamente inedita è la strumentazione, numerose sono le rifiniture disponibili per la plancia disponibile anche in tinta bicolore e con inserti in pelle, radica o alluminio. L'illuminazione del quadro strumenti è autoregolabile. Viene introdotto anche il nuovo sistema multimediale UConnect.

### La meccanica
La terza serie è lunga 5,075 metri, poco meno rispetto alle precedenti. La vettura si potrebbe definire come la sorella maggiore della Grand Cherokee proprio per le dimensioni più generose e per l'abitacolo sette posti, anche il passo è stato allungato fino a 3,045 m (lo stesso della Mercedes Classe GL) in modo da offrire uno spazio interno maggiore. L'altezza della vettura e pari a 1,925 m mentre la larghezza è di 1,801 m, le versioni più sportive invece possiedono un'altezza leggermente inferiore per via dell'assetto ribassato. La nuova piattaforma a scocca portante di origine Mercedes risulta estremamente raffinata perché adotta sospensioni a quattro ruote indipendenti (le vecchie generazioni invece utilizzavano un telaio derivato dal Dodge Dakota con sospensioni posteriori a ponte rigido); il nuovo telaio ha permesso di ottenere un avantreno a schema a quadrilateri alti deformabili mentre al retrotreno è stato adottata una sospensione multilink a cinque bracci. Il sistema di trazione integrale invece è meno raffinato rispetto a quello della Jeep Grand Cherokee proprio per mantenere distanti le due autovetture infatti la Jeep è stata orientata verso una vocazione fuoristradistica mentre la Durango è più indicata per un uso stradale quindi una vocazione più automobilistica in pieno stile crossover. I modelli d'accesso inoltre sono disponibili anche con le soli due ruote motrici posteriori.

### Restyling ed evoluzione

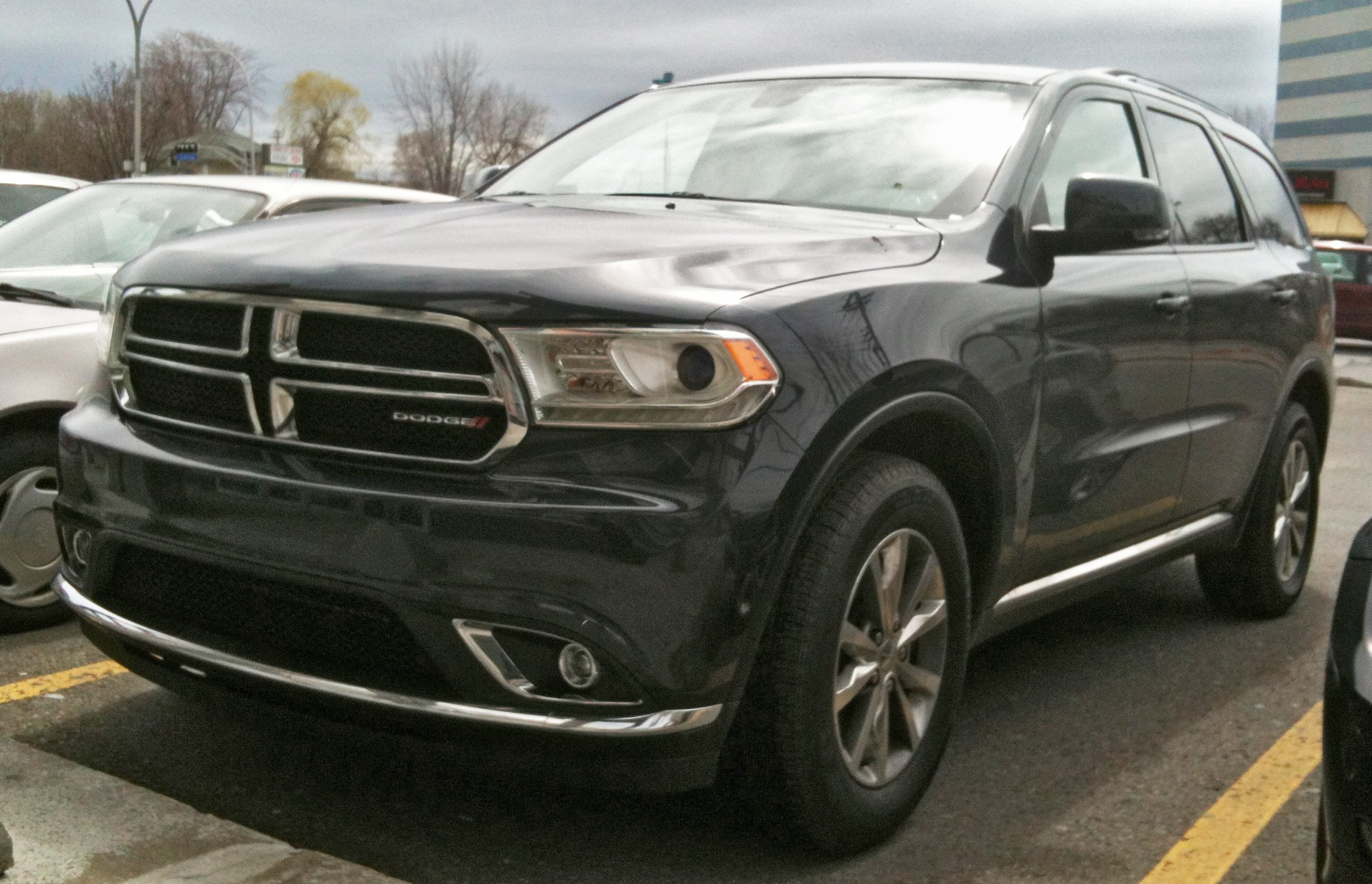
Durango terza serie restyling

Un primo restyling viene presentato al Salone dell'automobile di New York nel 2013, introducendo anche la gamma 2014 del modello; le novità riguardano sia l'estetica della vettura con nuovi fanali a LED, nuova calandra, paraurti dal design rivisto con nuovi profili aerodinamici nuove protezioni in plastica sottoscocca, pacchetto sportivo per i modelli di punta e nella coda viene introdotta la nuova fanaleria a LED Racetrack simile a quella delle contemporanee Dodge Dart e Charger che intercorre lungo tutto il portellone. Rivista anche la meccanica con l'introduzione della nuova trasmissione automatica ZF 8HP a 8 rapporti.
Nel fine 2014 si ha un aggiornamento della gamma (come modello 2015) che vede l'introduzione dell'allestimento sportivo R/T con assetto ribassato, sedili in pelle Premium Nappa, nuove tinte per carrozzeria ed abitacolo, nuovi cerchi in lega, proiettori imbruniti e nuovo impianto audio.
A settembre 2015 viene presentata la gamma 2016 che introduce modifiche solo nel catalogo degli accessori con nuove verniciature per la carrozzeria, nuovi allestimenti interni e il sistema stop/start per il motore V6 oltre alla funzione Sport per i settaggi del cambio automatico 8 rapporti con tempi di cambiata ridotti. Non sono presenti aggiornamenti sul piano stilistico.

### Motorizzazioni
La gamma motori è composta dal 3,6 litri V6 Pentastar erogante 286 cavalli e dal 5,7 litri V8 Hemi capace di 352 cavalli con disattivazione elettronica del cilindri (4 su 8). Il 3.6 V6 era abbinato al debutto ad un cambio automatico Mercedes-Benz NAG 5G-Tronic (codice W5A580) a 5 rapporti mentre il più potente V8 era disponibile col cambio automatico 5 rapporti Chrysler 545RFE solo fino al 2012 sostituito poi dalla trasmissione 6 rapporti Chrysler 65RFE. Da fine 2013 tutti i modelli (gamma 2014 in poi) sono equipaggiati con la trasmissione ZF 8HP a 8 rapporti. A settembre 2015 viene introdotto lo Stop/Start abbinato al motore V6 inoltre il cambio 8 rapporti prevede la nuova funzione Sport su tutti i modelli.